# Великий Луг (бронепоїзд)
Бронепотяг «Великий Луг» — панцерний потяг збройних сил УНР. Поїзд був оточений ворогами на станції Христинівка, але відірвався від військ противника.

## Свідчення
Свідком бою за участю потяга був вояк Дієвої армії УНР Володимир Сосюра. В серпні 1919 року за Христинівку вели бій з більшовиками три українські бронепотяги — «Великий Луг», «Запорозька Січ» і третій, імені якого не збереглося. Сосюра описав, як горів «безіменний» від прямого влучання, решта два панцерники з боями вирвалися з оточення.